# Jasmine Paolini
Jasmine Paolini (Castelnuovo di Garfagnana, Itàlia, 4 de gener de 1996) és una tennista professional italiana.
En la seva trajectòria destaca haver disputat tres finals de Grand Slam, dues individuals al Roland Garros i a Wimbledon i també una en dobles femenins al Roland Garros. Va acumular dos títols individuals i set en dobles femenins que li van permetre arribar al quart lloc del rànquing individual i al setè en dobles. Amb el quart lloc individual va igualar la millor marca d'una tennista italiana de Francesca Schiavone. També destaca la medalla d'or als Jocs Olímpics de París 2024 en la modalitat de dobles femenins junt a Sara Errani.
Va formar part de l'equip italià de la Billie Jean King Cup en diverses ocasions i va participar en la consecució del títol en l'edició de 2024.

## Torneigs de Grand Slam

### Individual: 2 (0−2)
| Resultat  | Núm. | Any  | Torneig       | Oponent            | Marcador      |
| --------- | ---- | ---- | ------------- | ------------------ | ------------- |
| Finalista | 1.   | 2024 | Roland Garros | Iga Świątek        | 2−6, 1−6      |
| Finalista | 2.   | 2024 | Wimbledon     | Barbora Krejčíková | 2−6, 6−2, 4−6 |

### Dobles femenins: 1 (1−1)
| Resultat   | Núm. | Any  | Torneig       | Parella     | Oponents                        | Marcador      |
| ---------- | ---- | ---- | ------------- | ----------- | ------------------------------- | ------------- |
| Finalista  | 1.   | 2024 | Roland Garros | Sara Errani | Coco Gauff Kateřina Siniaková   | 6−7(5), 3−6   |
| Guanyadora | 1.   | 2025 | Roland Garros | Sara Errani | Anna Danilina Aleksandra Krunić | 6−4, 2−6, 6−1 |

## Jocs Olímpics

### Dobles femenins
| Any  | Campionat                    | Parella     | Oponents                      | Resultat         |
| ---- | ---------------------------- | ----------- | ----------------------------- | ---------------- |
| 2024 | Jocs Olímpics, París, França | Sara Errani | Mirra Andreeva Diana Shnaider | 2−6, 6−1, [10−7] |

## Palmarès

### Individual: 8 (3−5)
| Llegenda         |
| ---------------- |
| Grand Slam (0−2) |
| WTA Finals (0−0) |
| WTA 1000 (2−0)   |
| WTA 500 (0−0)    |
| WTA 250 (1−3)    |

| Títols per superfície |
| --------------------- |
| Dura (2−2)            |
| Gespa (0−1)           |
| Terra batuda (1−2)    |

| Resultat   | Núm. | Data                   | Torneig                    | Superfície   | Oponent            | Marcador      |
| ---------- | ---- | ---------------------- | -------------------------- | ------------ | ------------------ | ------------- |
| Guanyadora | 1.   | 19 de setembre de 2021 | Portorož, Eslovènia        | Dura         | Alison Riske       | 7−6(4), 6−2   |
| Finalista  | 1.   | 16 d'octubre de 2022   | Cluj-Napoca, Romania       | Dura (i)     | Anna Blinkova      | 2−6, 6−3, 2−6 |
| Finalista  | 2.   | 23 de juliol de 2023   | Palerm, Itàlia             | Terra batuda | Zheng Qinwen       | 4−6, 6−1, 1−6 |
| Finalista  | 3.   | 22 d'octubre de 2023   | Monastir, Tunísia          | Dura         | Elise Mertens      | 3−6, 0−6      |
| Guanyadora | 2.   | 24 de febrer de 2024   | Dubai, Emirats Àrabs Units | Dura         | Anna Kalinskaya    | 4−6, 7−5, 7−5 |
| Finalista  | 4.   | 8 de juny de 2024      | Roland Garros, França      | Terra batuda | Iga Świątek        | 2−6, 1−6      |
| Finalista  | 5.   | 13 de juliol de 2024   | Wimbledon, Regne Unit      | Gespa        | Barbora Krejčíková | 2−6, 6−2, 4−6 |
| Guanyadora | 3.   | 17 de maig de 2025     | Roma, Itàlia               | Terra batuda | Coco Gauff         | 6−4, 6−2      |

### Dobles femenins: 12 (9−3)
| Llegenda             |
| -------------------- |
| Grand Slam (1−1)     |
| Jocs Olímpics Or (1) |
| WTA Finals (0−0)     |
| WTA 1000 (e−0)       |
| WTA 500 (1−1)        |
| WTA 250 (2−1)        |

| Títols per superfície |
| --------------------- |
| Dura (4−1)            |
| Gespa (0−1)           |
| Terra batuda (5−1)    |

| Resultat   | Núm. | Data                 | Torneig                      | Superfície   | Parella       | Oponents                            | Marcador            |
| ---------- | ---- | -------------------- | ---------------------------- | ------------ | ------------- | ----------------------------------- | ------------------- |
| Guanyadora | 1.   | 11 de juliol de 2021 | Hamburg, Alemanya            | Terra batuda | Jil Teichmann | Astra Sharma R. van der Hoek        | 6−0, 6−4            |
| Finalista  | 1.   | 9 de gener de 2022   | Melbourne, Austràlia         | Dura         | Sara Errani   | Asia Muhammad Jessica Pegula        | 3−6, 1−6            |
| Guanyadora | 2.   | 22 d'octubre de 2023 | Monastir, Tunísia            | Dura         | Sara Errani   | Mai Hontama Natalija Stevanović     | 2−6, 7−6(4), [10−6] |
| Guanyadora | 3.   | 4 de febrer de 2024  | Linz, Àustria                | Dura (i)     | Sara Errani   | N. Melichar-Martinez Ellen Perez    | 7−5, 4−6, [10−7]    |
| Guanyadora | 4.   | 19 de maig de 2024   | Roma, Itàlia                 | Terra batuda | Sara Errani   | Coco Gauff Erin Routliffe           | 6−4, 3−6, [10−8]    |
| Finalista  | 2.   | 9 de juny de 2024    | Roland Garros                | Terra batuda | Sara Errani   | Coco Gauff Kateřina Siniaková       | 6−7(5), 3−6         |
| Guanyadora | 5.   | 4 d'agost de 2024    | Jocs Olímpics, París, França | Terra batuda | Sara Errani   | Mirra Andreeva Diana Shnaider       | 2−6, 6−1, [10−7]    |
| Guanyadora | 6.   | 6 d'octubre de 2024  | Pequín, Xina                 | Dura         | Sara Errani   | Chan Hao-ching Veronika Kudermétova | 6−4, 6−4            |
| Guanyadora | 7.   | 15 de febrer de 2025 | Doha (2)                     | Dura         | Sara Errani   | Jiang Xinyu Wu Fang-hsien           | 7−5, 7−6(10)        |
| Guanyadora | 8.   | 18 de maig de 2025   | Roma (2)                     | Terra batuda | Sara Errani   | Veronika Kudermétova Elise Mertens  | 6−4, 6−2            |
| Guanyadora | 9.   | 8 de juny de 2025    | Roland Garros                | Terra batuda | Sara Errani   | Anna Danilina Aleksandra Krunić     | 6−4, 2−6, 6−1       |
| Finalista  | 3.   | 22 de juny de 2025   | Berlín, Alemanya             | Gespa        | Sara Errani   | Tereza Mihalíková Olivia Nicholls   | 6−4, 2−6, [6−10]    |

### Equips: 2 (1−1)
| Resultat   | Núm. | Data                   | Torneig                                | Superfície | Equip                                                                      | Oponents                                                                                  | Marcador |
| ---------- | ---- | ---------------------- | -------------------------------------- | ---------- | -------------------------------------------------------------------------- | ----------------------------------------------------------------------------------------- | -------- |
| Finalista  | 1.   | 12 de novembre de 2023 | Billie Jean King Cup, Sevilla, Espanya | Dura (i)   | Lucia Bronzetti Elisabetta Cocciaretto Lucrezia Stefanini Martina Trevisan | Eugenie Bouchard Gabriela Dabrowski Leylah Fernandez Rebecca Marino Marina Stakusic       | 0−2      |
| Guanyadora | 1.   | 20 de novembre de 2024 | Billie Jean King Cup, Màlaga, Espanya  | Dura (i)   | Lucia Bronzetti Elisabetta Cocciaretto Sara Errani Martina Trevisan        | Rebecca Šramková A.K. Schmiedlová Viktória Hrunčáková Renáta Jamrichová Tereza Mihalíková | 2−0      |

## Trajectòria

### Individual
| Open d'Austràlia | Q1          | Q1          | Q1          | 1R          | 1R    | 1R    | 1R    | 4R    | 3R | 0 / 6     | 5 – 6     |
| Roland Garros | Q1          | Q1          | 1R          | 2R          | 2R    | 1R    | 2R    | F     |    | 0 / 6     | 9 – 6     |
| Wimbledon | Q2          | Q1          | Q1          | NC          | 1R    | 1R    | 1R    | F     |    | 0 / 4     | 6 – 4     |
| US Open | Q2          | Q2          | Q2          | 1R          | 2R    | 1R    | 1R    | 4R    |    | 0 / 5     | 4 – 5     |
| Jocs Olímpics | No celebrat | No celebrat | No celebrat | No celebrat | 1R    | NC    | NC    | 3R    | NC | 0 / 2     | 2 – 2     |
| WTA Finals | A           | A           | A           | NC          | A     | A     | A     | RR    |    | 0 / 1     | 1 – 2     |
| Total Victòries−Derrotes | 0−2         | 3−7         | 6−10        | 4−8         | 20−20 | 22−21 | 27−25 | 44−20 |    | 134 – 118 | 134 – 118 |
| Rànquing a final d'any | 137         | 190         | 117         | 95          | 53    | 59    | 30    | 4     |    |           |           |
| Llegenda: G: Guanyadora; F: Finalista; SF: Semifinalista; QF: Quarts de final; Q: Qualificació; A: Absent; RR: Round Robin; |             |             |             |             |       |       |       |       |    |           |           |

### Dobles femenins
| Open d'Austràlia | A   | A   | 3R  | 2R   | 1R    | 3R    | 2R | 0 / 5   | 6 – 5   |
| Roland Garros | A   | 2R  | 1R  | 1R   | 2R    | F     | G  | 1 / 6   | 13 – 5  |
| Wimbledon | A   | NC  | A   | 1R   | 1R    | 3R    |    | 0 / 3   | 2 – 3   |
| US Open | A   | A   | 1R  | A    | 1R    | 2R    |    | 0 / 3   | 1 – 3   |
| Jocs Olímpics | NC  | NC  | 2R  | NC   | NC    | G     | NC | 1 / 2   | 6 – 1   |
| WTA Finals | A   | NC  | A   | A    | A     | RR    |    | 0 / 1   | 1 – 2   |
| Total Victòries−Derrotes | 0−3 | 3−3 | 7−6 | 8−10 | 12−10 | 36−14 |    | 72 – 50 | 72 – 50 |
| Rànquing a final d'any | 938 | 263 | 166 | 141  | 97    | 10    |    |         |         |
| Llegenda: G: Guanyadora; F: Finalista; SF: Semifinalista; QF: Quarts de final; Q: Qualificació; A: Absent; RR: Round Robin; |     |     |     |      |       |       |    |         |         |

## Guardons
- WTA Doubles Team of the Year: 2024 (amb Sara Errani)[2]
- ITF World Champions: 2024 (amb Sara Errani)[3]
- Collare d'oro al merito sportivo: 2024[4]